# Pakosława
Pakosława – staropolskie imię żeńskie, złożone z członów Pako- ("znów, więcej") i -sława ("sława"). Mogło oznaczać "ta, która chce (ma) więcej sławy". W źródłach polskich poświadczone w XIV wieku (1382 rok).
Pakosława imieniny obchodzi 15 lutego.
Męski odpowiednik: Pakosław.